# Lägerholmen
Lägerholmen är ett naturreservat som omfattar en fågelö med samma namn i Hanöbukten i Kristianstads kommun i Skåne län.
Området är naturskyddat sedan 1913 och är 2 hektar stort. 